# Szczelina pod Gankową III
Szczelina pod Gankową III – jaskinia w Dolinie Kościeliskiej w Tatrach Zachodnich. Wejście do niej znajduje się w środkowej części Wąwozu Kraków, we wschodniej ścianie Baszty, powyżej  Jaskini Dwuotworowej Krakowskiej i Jaskini z Mostami, a poniżej Jaskini Gankowej, na wysokości 1263 metrów n.p.m. Jaskinia jest pozioma, a jej długość wynosi 4,5 metrów. 
W jej pobliżu znajdują się jaskinie Szczelina pod Gankową I i Szczelina pod Gankową II, które wraz ze Szczeliną pod Gankową III były prawdopodobnie w przeszłości częściami jednej, większej jaskini.

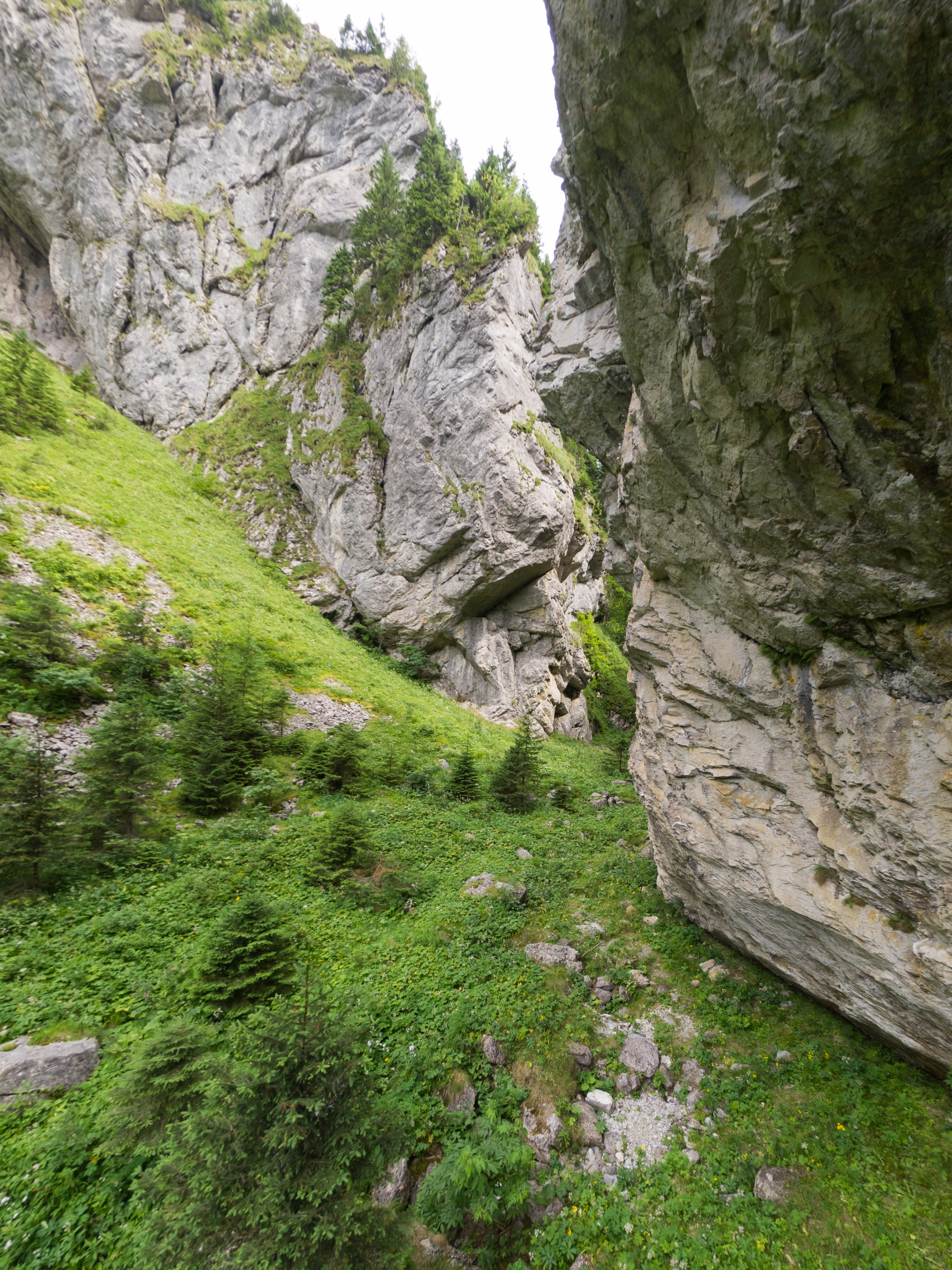
Rynek w wąwozie Kraków. Po prawej ściana Baszty

## Opis jaskini
Jaskinię stanowi krótki, poziomy i szczelinowy korytarz, zaczynający się w niewielkim otworze wejściowym, a kończący małym kominkiem nie do przejścia. Ma on połączenie z położoną wyżej Szczeliną pod Gankową II. 

## Przyroda
W jaskini brak jest nacieków. Ściany są mokre, nie ma na nich roślinności. Glony i porosty rosną tylko przy otworze.

## Historia odkryć
Jaskinię odkryła I. Luty w 1977 roku, a w 1987 roku sporządziła jej plan i opis przy pomocy M. Kowalskiej.